# Víctor Sanabria Martínez
Víctor Manuel Sanabria Martínez (* 17. Januar 1899 in San Rafael de Oreamuno bei Cartago, Costa Rica; † 8. Juni 1952 in San José) war ein costa-ricanischer römisch-katholischer Geistlicher und von 1940 bis 1952 Erzbischof von San José de Costa Rica. Er gilt als der bedeutendste unter den Bischöfen Costa Ricas in der ersten Hälfte des 20. Jahrhunderts.

## Leben
Víctor Sanabria Martínez wurde als jüngstes von sieben Kindern von Juana Martínez Brenes und Zenón Sanabria Quirós geboren. Die Grundschule besuchte er in Cartago, anschließend besuchte er das Colegio Seminario, das von deutschen Vinzentinern geleitet wurde, 
und anschließend das Priesterseminar in San José. Zu seinen Lehrern gehörten Guillermo Hennicken, Juan Koch und José Ohlemüller. 1918 wurde er zum weiteren Studium nach Rom gesandt, wo er die Diakonenweihe empfing. Am 9. Oktober 1921 empfing Víctor Sanabria Martínez die Priesterweihe für das Erzbistum San José de Costa Rica. In Rom legte er am 13. Juni 1921 an der Päpstlichen Universität Gregoriana eine Doktorarbeit im Fach Kanonisches Recht vor, welche mit summa cum laude bewertet wurde. Nach der Rückkehr nach Costa Rica war er in der Gemeinde San Nicolás de Tolentinound später in der Gemeinde San Ignacio de Acosta als Seelsorger tätig.
In der Kirchengemeinde von San José wurde Martínez zum Kanoniker ernannt und wurde dann Verwalter und Kanzler der apostolischen Nuntiatur im Ort. Im Jahre 1935 wurde er durch Rafael Castro Jiménez zum Generalvikar der Erzdiözese San José ernannt.
Papst Pius XI. ernannte ihn am 12. März 1938 zum Bischof von Alajuela. Der Apostolische Nuntius in Costa Rica, Erzbischof Carlo Chiarlo, spendete ihm am 25. April desselben Jahres die Bischofsweihe. Mitkonsekratoren waren der Erzbischof von San José, Rafael Otón Castro Jiménez, und der Erzbischof von Panama, Juan José Maíztegui y Besoitaiturria CMF.
Nach dem Tod von Rafael Castro Jiménez im Dezember 1939 ernannte ihn Papst Pius XII. am 7. März 1940 zum Erzbischof von San José. Die Amtseinführung fand am 25. April desselben Jahres statt.

## Bischöfliche Amtszeit
Die Regierung Rafael Ángel Calderón Guardia ließ wieder kirchliche Bildungsstätten zu. Die Arbeits- und Sozialgesetzgebung dieser Regierung, die sich auf eine Koalition aus Vanguardia Popular unter Vorsitz von Manuel Mora Valverde und Partido Republicano Nacional unter Rafael Ángel Calderón Guardia im Parlament stützte, ist Sanabrias Einfluss zu verdanken.
Durch den Bürgerkrieg 1948 wurde diese Koalition beendet und Sanabria war einer der Vordenker der Junta Fundadora de la Segunda República.
Víctor Sanabria Martínez gründete das Knabenseminar des Erzbistums und gab Impulse für die Katholische Aktion. Am 31. Juli 1950 gründete er den kirchlichen Sender Radio Fides, der am 25. Juli 1952 den Sendebetrieb aufnahm.